# Campeonato Uruguaio de Futebol de 1922
O Campeonato Uruguaio de Futebol de 1922 consistiu em uma competição com dois turnos, no sistema de todos contra todos. O campeão foi o Nacional.

## Classificação[2]
| Pos | Equipe               | Pts | J  | V  | E | D  | GP | GC | SG  |
| --- | -------------------- | --- | -- | -- | - | -- | -- | -- | --- |
| 1°  | Nacional             | 36  | 22 | 15 | 6 | 1  | 48 | 7  | 41  |
| 2°  | Montevideo Wanderers | 35  | 22 | 15 | 5 | 2  | 32 | 9  | 23  |
| 3°  | Rampla Juniors       | 28  | 22 | 10 | 8 | 4  | 22 | 37 | -15 |
| 4°  | Peñarol              | 27  | 22 | 12 | 3 | 7  | 36 | 7  | 29  |
| 5°  | Lito                 | 24  | 22 | 8  | 8 | 6  | 26 | 20 | 6   |
| 6°  | Belgrano             | 23  | 22 | 8  | 7 | 7  | 16 | 21 | -5  |
| 7°  | Liverpool            | 22  | 22 | 7  | 8 | 7  | 23 | 13 | 10  |
| 8°  | Universal            | 21  | 22 | 6  | 9 | 7  | 22 | 21 | 1   |
| 9°  | Central              | 16  | 22 | 4  | 8 | 10 | 22 | 15 | 7   |
| 10° | Uruguay Onward       | 15  | 22 | 4  | 7 | 11 | 16 | 29 | -13 |
| 11° | Charley              | 10  | 22 | 3  | 4 | 15 | 11 | 45 | -34 |
| 12° | Dublin               | 5   | 22 | 1  | 3 | 18 | 5  | 55 | -50 |

|  | Campeão.                      |
|  | Desafiliados após o 16º jogo. |

Promovidos para a próxima temporada: Bella Vista e Fénix.
| Campeonato Uruguaio de 1922  |
| ---------------------------- |
| Nacional Campeão (9º título) |